# Dorcadion pusillum
Dorcadion pusillum är en skalbaggsart. Dorcadion pusillum ingår i släktet Dorcadion och familjen långhorningar.

## Underarter
Arten delas in i följande underarter:
- D. p. pusillum
- D. p. tanaiticum
- D. p. berladense